# Galenia pubescens
Galenia pubescens är en isörtsväxtart som först beskrevs av Christian Friedrich Frederik Ecklon och Zeyh., och fick sitt nu gällande namn av George Claridge Druce. Galenia pubescens ingår i släktet galenior, och familjen isörtsväxter. Inga underarter finns listade i Catalogue of Life.

## Bildgalleri

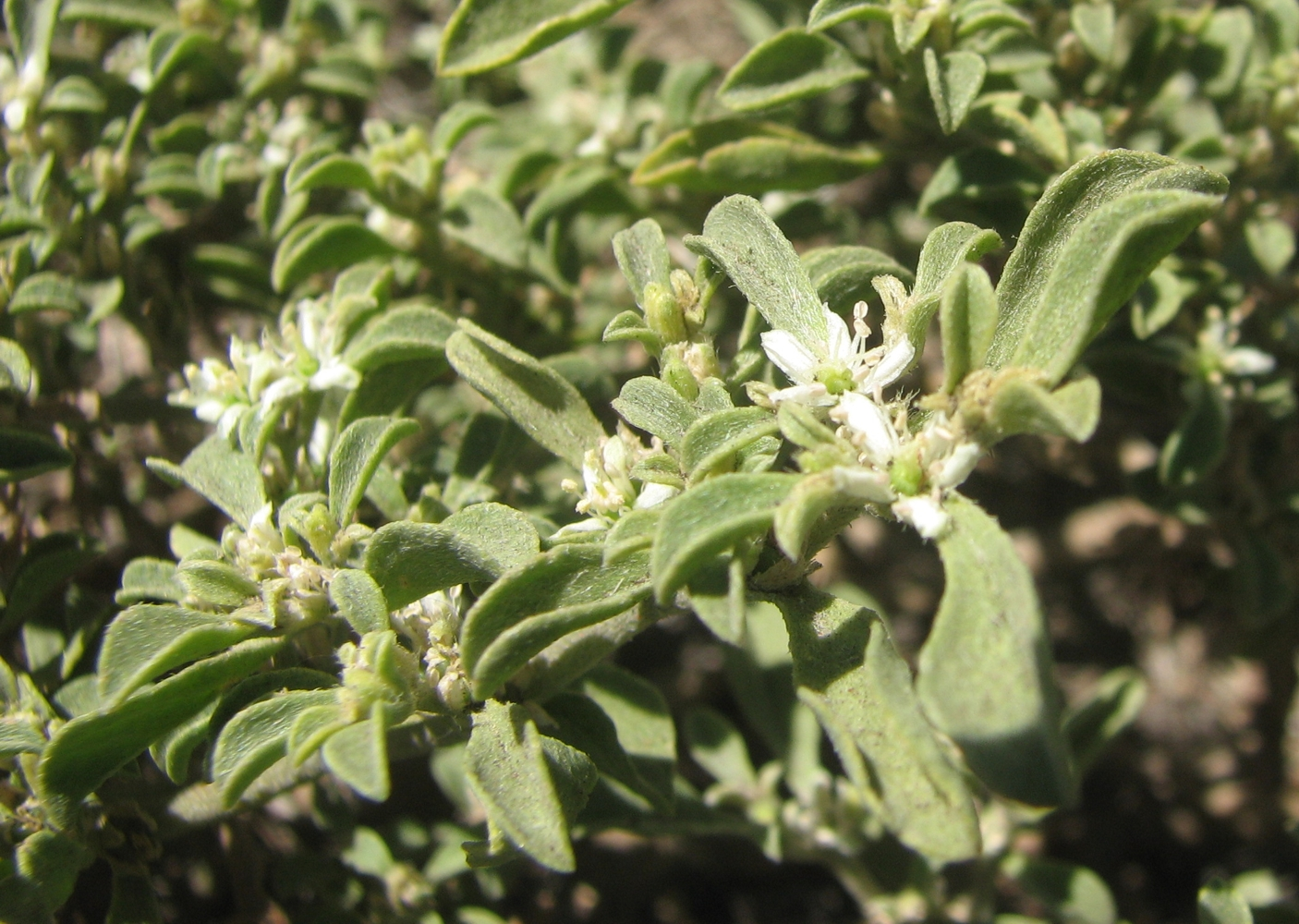